# Pertuis Rostan
Pour les articles homonymes, voir Pertuis et Rostan.

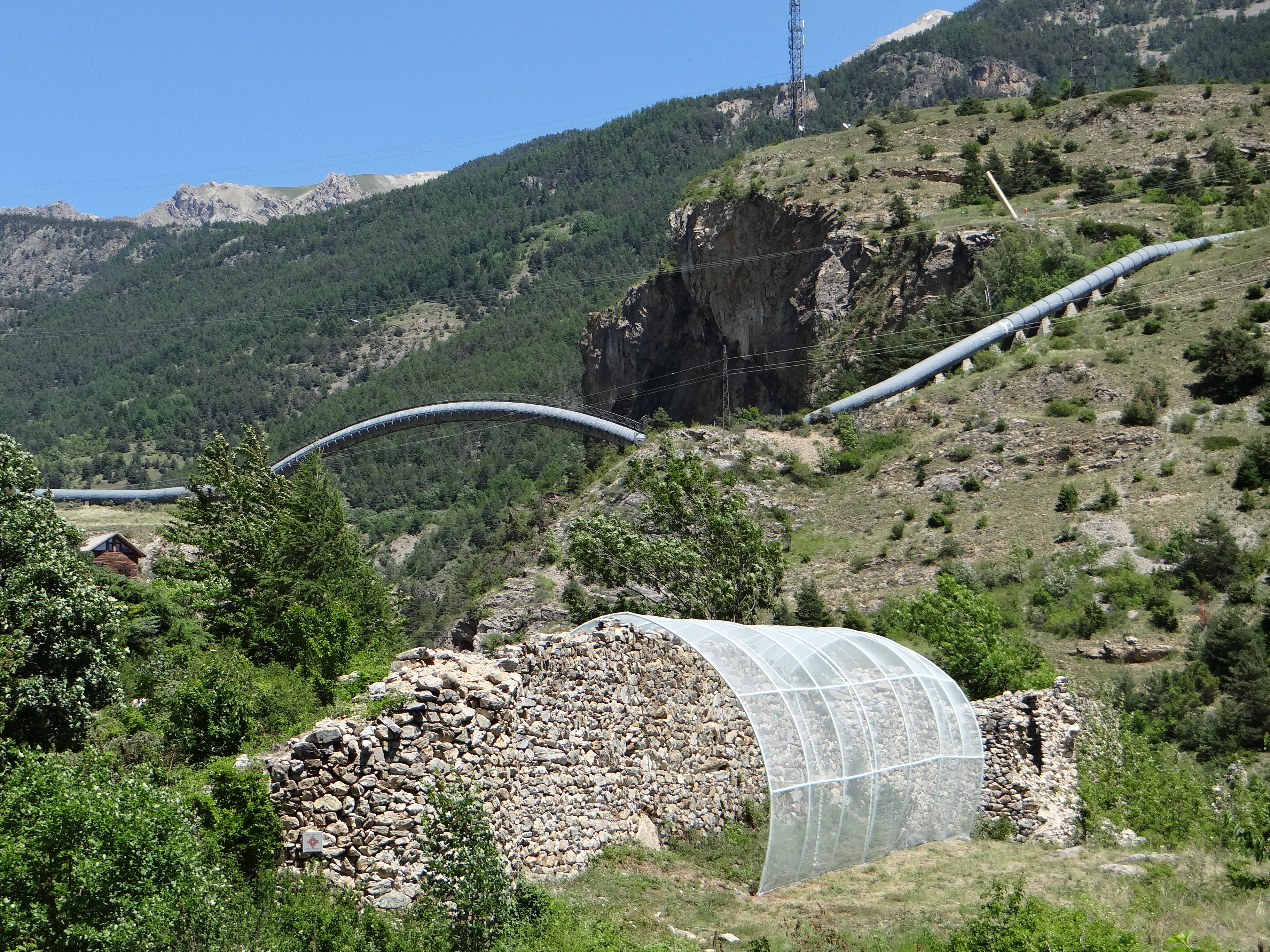
La Bâtie des Vigneaux, dite mur des Vaudois.

Le Pertuis Rostan, est un défilé montagneux du Dauphiné garni de fortifications, situé au nord de l'Argentière-la-Bessée (Hautes-Alpes, France), jusqu'à Saint-Martin-de-Queyrières.

## Description
Il est constitué des trois couloirs parallèles qui permettaient de franchir la muraille rocheuse barrant la rive gauche de la Durance, entre le Serre des Fourches, situé à 1 km à l’ouest de Sainte-Marguerite, et le torrent du Faure.
On distingue :
- le couloir central, le Pertuis Rostan proprement dit, était long de 50 m, large de 6 m et profond de 15 m. Dès 1365, il était déjà, semble-t-il, fermé par une porte qui matérialisait la frontière douanière pour les marchandises venant d’Italie .
- Le couloir du Vieillo Vio, ou de la Vignasse, situé à 100 m plus au nord, et large de 25 m, offrait un accès plus facile.
- Le couloir utilisé auparavant par la RN 94 et qui est situé à 200 m au sud du premier couloir.

La fortification du Pertuis Rostan s’insérait dans le système défensif plus complexe qui barrait à la fois la vallée de la Durance et celle de la Gyronde :
- sur la rive gauche de la Durance la muraille du Barri couronnait la falaise entre le torrent du Riou Faure et celui du  Riou-Sec, à 500 m au sud-ouest de la Bessée-du-Milieu. Il en reste aujourd’hui quelques vestiges.
- sur la rive droite de la Durance, le Barri (Barry) de la Bâtie, ou « Mur des Vaudois », à 450 m au sud du hameau de la Bâtie-des-Vigneaux, commune des Vigneaux un mur crénelé barrait le chemin de l’Argentière à Briançon par les Vigneaux. D’une longueur d’environ 300 m, il partait du cours même de la Durance et allait jusqu’aux escarpements de la rive gauche de la Gyronde. C’était un mur crénelé avec chemin de ronde, de 8 à 9 mètres de haut et de 1,50 m d’épaisseur ; il était complété par trois tours rondes espacées de 33 m et d’une hauteur moyenne de 11 m.  Il en reste aussi aujourd’hui quelques vestiges.

On ignore la date exacte de construction de cet ensemble mais, l’examen des matériaux et l’analyse du mode de construction, permettent de penser qu’il remonte à la fin du XIIIe ou au début du XIVe siècle. Il est cependant possible, et vraisemblable, que l’on ait pensé de très bonne heure à interdire ces défilés et que les dauphins du Viennois les aient déjà fortifiés au XIIe siècle. Attesté sous le nom de Fortificatio Bastide dans un acte de 1319.
Le Pertuis Rostan a toujours marqué la frontière entre le Briançonnais et l’Embrunais.
Le chemin de la Vieille Porte dit Pertuis Rostan a été classé au titre des monuments historiques le 13 octobre 1988.

## Référence
1. ↑  J. Roman, Les barris de la Bâtie et le Pertuis-Rostan, Bulletin de la Société d'Études des Hautes-Alpes, 1918, p. 65.
2. ↑  « Chemin de la Vieille Porte dit Pertuis Rostan », notice no PA00080615, sur la plateforme ouverte du patrimoine, base Mérimée, ministère français de la Culture